# Ephant Mon
Ephant Mon es un personaje del universo de Star Wars. 
Ephant Mon era un grotesco y monstruoso miembro de la corte del Jabba the Hutt. Ephant Mon pertenece a la raza de los Chevin, originales del planeta Vinsoth. Los chevin recuerdan a un elefante por sus extremidades toscas y gruesas, sus pezuñas planas y su largo hocico en forma de trompa aplastada. Su cabeza, de forma cónica, está cubierta por algo de pelo, y su espalda presenta jorobas pronunciadas. Los chevin caminan a pasos cortos y suelen ayudarse de bastones, ya que su masa es pesada y su cuerpo parece estar siempre encorvado.
Ephant Mon era un gran amigo de Jabba the Hutt, pues este le había salvado la vida en el pasado. Cuando no tenía negocios importantes, Mon viajaba al palacio de Jabba en Tatooine y disfrutaba de un rato de esparcimiento entre los demás invitados, pero siempre poniendo un ojo en la seguridad de su gran amigo.
- Datos: Q6430162